# Swerve (Jay1-dal)
A Swerve (stilizálva: SWERVE) Jay1 brit rapper dala, amelyen közreműködött KSI. 2021. július 2-án jelent meg az RCA Records és Sony kiadókon keresztül digitális letöltésként és streaming platformokon. A videóklip a dal megjelenése előtti napon jelent meg. 69. helyig jutott a brit kislemezlistán. A dal szerepel KSI második stúdióalbumának, az All Over the Placenek (2021) Platinum VIP Edition verzióján.

## Háttér
A dalról nyilatkozva Jay1 azt mondta, hogy „Egy nyári sláger... KSI nagyon jó volt és annyira jó, hogy kiadhatok valamit vele.” KSI pedig azt, hogy „Egy nagy dal, szóval tudod, egy új flow-val kellett rajta lennem. Máris tudom, hogy nagyon sikeres lesz TikTokon... Biztos vagyok benne, hogy az emberek nagyon fogják szeretni.”

## Videóklip
A Swerve videóklipjét a GRM Daily YouTube-csatornán mutatták be 2021. július 2-án (20:00 UTC). A klipet LX rendezte. Courtney Wynter szerint a videóklip tökéletesen bemutatta a dal érzését.

## Közreműködő előadók
- Jay1 – dalszerző, vokál
- KSI – dalszerző, vokál
- Diztortion – producer, dalszerző
- Trobi – producer, dalszerző
- Dukus – keverés, master
- Sam Harper – hangmérnök

## Slágerlisták
| Slágerlista (2021)             | Legmagasabb pozíció |
| ------------------------------ | ------------------- |
| Írország (IRMA)                | 95                  |
| New Zealand Hot Singles (RMNZ) | 36                  |
| Brit kislemezlista (OCC)       | 69                  |
| UK R&B (OCC)                   | 22                  |

## Kiadások
| Régió       | Dátum           | Formátumok                       | Kiadó        | For. |
| ----------- | --------------- | -------------------------------- | ------------ | ---- |
| Világszerte | 2021. július 1. | - digitális letöltés - streaming | - RCA - Sony |      |